# حسین مهربان
حسین مهربان (زاده ۲۳ اردیبهشت ۱۳۷۵) یک بازیکن فوتبال اهل ایران است که در پست مهاجم برای باشگاه فوتبال هوادار بازی می‌کند.
وی در تیم ملی فوتبال نوجوانان ایران و تیم ملی فوتبال جوانان ایران بازی کرده‌است.